# Bitwa pod Nowym Żywotowem

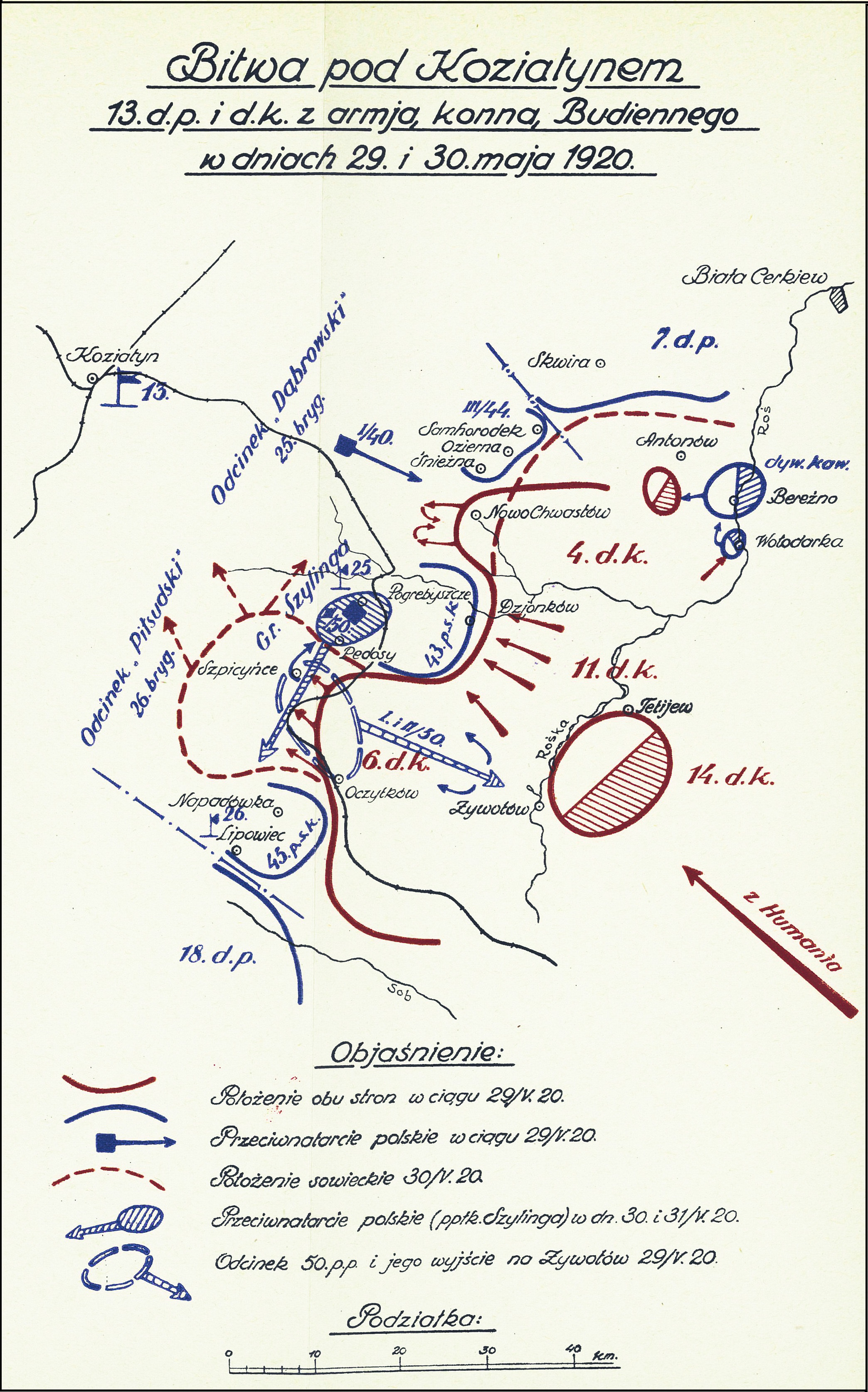
Gen. Tadeusz Kutrzeba
Wyprawa kijowska 1920 roku.

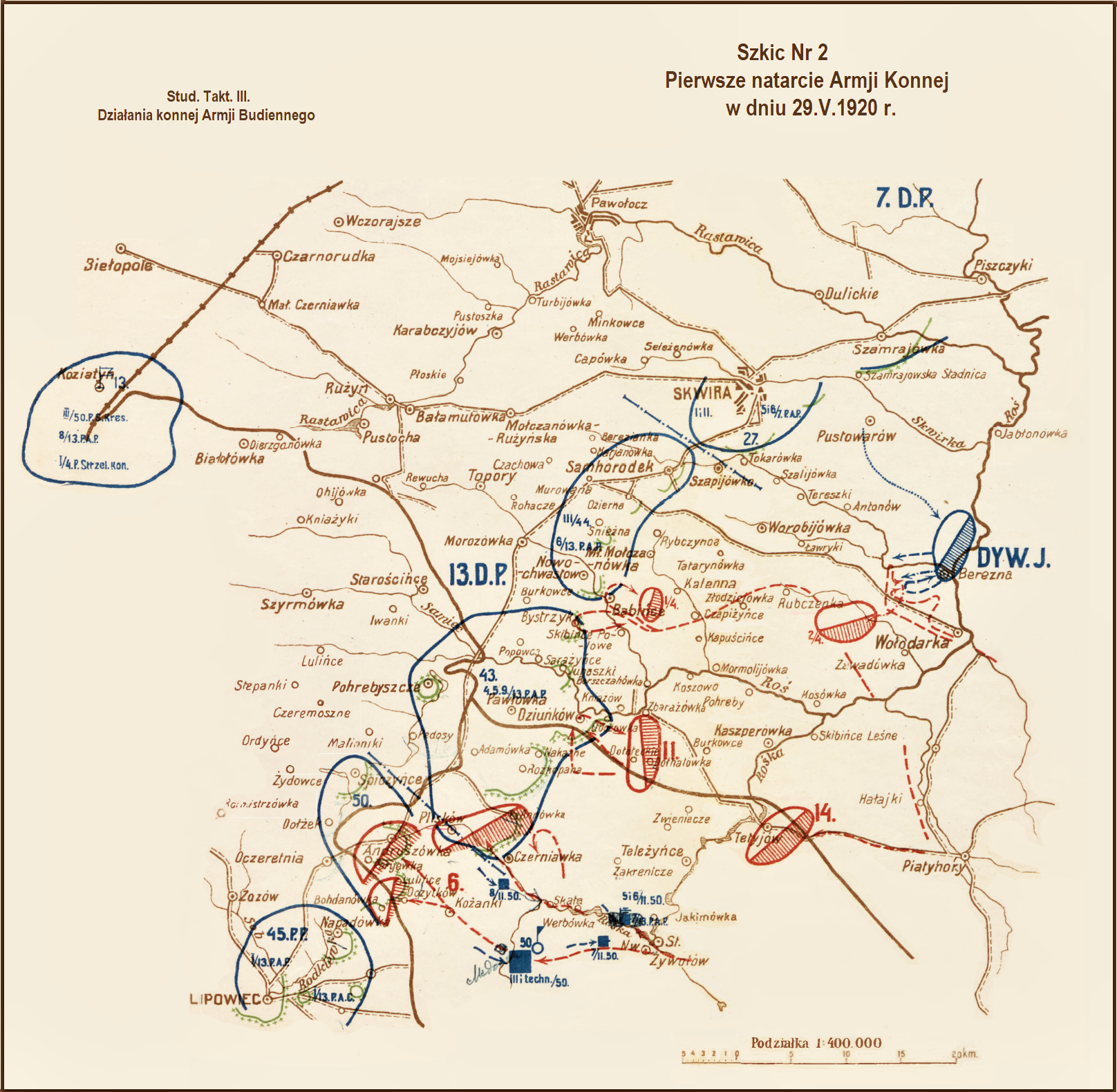
Mieczysław Biernacki
Działania armji konnej Budiennego w kampanii polsko - rosyjskiej 1920 r.

Bitwa pod Nowym Żywotowem – walki polskiego 50 pułku piechoty ppłk. Adolfa Paqualena z sowiecką 6 Dywizją Kawalerii toczone w okresie operacji kijowskiej w czasie wojny polsko-bolszewickiej.

## Sytuacja ogólna
25 kwietnia rozpoczęła się polska ofensywa na Ukrainie.
Przeprowadzona w dwóch fazach operacja zaczepna polskich armii zakończyła się spektakularnym sukcesem. 7 maja, w zasadzie bez walki, Kijów został zdobyty, a bezpośrednio po zajęciu go dowództwo 3 Armii tworzyło na wschodnim brzegu Dniepru obszerne przedmoście. Zajęcie Kijowa i utworzenie przedmościa zakończyło polską ofensywę na Ukrainie.
Po zakończeniu ofensywy większość uczestniczących w niej jednostek polskich zorganizowała obronę obsadzając ważniejsze węzły komunikacyjne i wybrane miejscowości. Front ustabilizował się na linii od Prypeci, wzdłuż Dniepru, przez Białą Cerkiew, Skwirę, Lipowiec, Bracław, Wapniarkę do Jarugi nad Dniestrem. 3 Armia obsadzała odcinek od Prypeci do Skwiry, a od Skwiry do Dniestru biegł front 6 Armii.
26 maja 1 Armia Konna Siemiona Budionnego uderzyła na polskie linie obronne. 13 Dywizja Piechoty ze składu 6 Armii zaatakowana została w momencie, gdy jej oddziały znajdowała się częściowo w ruchu, dążąc do poprawy położenia i zajęcia dogodniejszych stanowisk nad rzekami Rosią i Rośką.

## Walki pod Nowym Żywotowem
W trzeciej dekadzie maja 50 pułk piechoty ppłk. Adolfa Paqualena utworzył dwa „węzły obronne”. W Spiczyńcach rozwinął się I batalion, a w Andruszówce II batalion, wzmocniony 7 baterią 13 pułku artylerii polowej. Na prawym skrzydle pułk współdziałał z 45 pułkiem piechoty rozwiniętym w Napadówce. III batalion stanowił odwód 13 Dywizji Piechoty i stacjonował w Koziatynie. Stanowisko dowodzenia pułku rozwinęło się w Spiczyńcach.
28 maja dowódca 50 pp ppłk Paqualen otrzymał rozkaz poprawy położenia i przesunięcia linii obrony nad Rośkę. II batalion z 7/13 pap miał obsadzić Nowo-Żywotów i Żywotówkę. Dowódca batalionu ppłk Leon Juchniewicz nakazał rozpocząć marsz o 16.00. Tabor, chroniony przez 8 kompanię, wyruszył pól godziny później
O 18.30 marsz ze Spiczyniec rozpoczął I batalion. W jego kolumnie maszerowało dowództwo pułku i kompania techniczna. Trzy pułkowe kolumny maszerowały oddzielnie, bez łączności między sobą. Nie wystawiono ubezpieczeń, gdyż sądzono, że na przedpolu operują sojusznicze oddziały powstańców ukraińskich.
W tym czasie 1 Armia Konna, zgrupowana na linii Talne – Humań – Teplik, szykowała się do uderzenia w kierunku Koziatyna. Nocą z 28 na 29 maja sowiecka kawaleria ruszyła ku pozycjom 13 Dywizji Piechoty.
Maszerujące oddziały 6 Dywizji Kawalerii natknęły się pod Nowo-Żywotowem na 5 i 6 kompanię 50 pułku piechoty. Zaskoczenie było obopólne. Atak polskich kompanii na Nowo-Żywotów i próba zorganizowania tam obrony nie powiodły się. Sowieckie pułki, po początkowym zaskoczeniu, rozwinęły się do uderzenia, wprowadzając do walki dwie baterie artylerii konnej. Obsługi 7/13 pap por. Szembarskiego otworzyły do szarżującej kawalerii ogień na wprost, a następnie podjęły walkę wręcz w obronie dział. W nierównej walce bateria została wyrąbana szablami. Piechota, po zużyciu całej amunicji, broniła się bagnetami. W walce wręcz poległ ppłk Juchniewicz, a kilku oficerów, aby uniknąć niewoli, popełniło samobójstwo. Obie kompanie zostały doszczętnie zniszczone. Wycięta  została też osamotniona 7 kompania maszerująca na Żywotówkę. Pod Czerniawką, osłaniająca tabor batalionu 8 kompania, mimo słabego wyszkolenia, przez ponad trzy godziny stawiała zaciekły opór. Z jej składu ocalało tylko osiemnastu ludzi.
Po zagładzie II batalionu ppłk. Juchniewicza, oddziały 6 Dywizji Kawalerii ruszyły piętnastokilometrową ławą w kierunku na Spiczyńce. Pod Medówką stawił jej opór I batalion 50 pp, wzmocniony pododdziałami sztabowymi. Uprzedzony o nadciąganiu kawalerii ppłk Paqualen zdołał zorganizować skuteczną obronę i pierwsze natarcie jazdy odparto. Polacy zdecydowali się jednak na odwrót. Pod wpływem ustawicznie ponawianych szarż kawalerii, polskich piechurów ogarnęła panika i odwrót zmienił się w bezładną ucieczkę. Jedynie kompania karabinów maszynowych stanęła na wysokości zadania i dość skutecznie osłaniała strzelców. Batalion z dużymi stratami zdołał dotrzeć do Andruszówki i wykorzystując wsparcie ogniowe pociągu pancernego „Strzelec Kresowy”, próbowano zorganizować skuteczną obronę. Jednak przeciwnik wprowadził do walki dwa swoje pociągi pancerne, które zmusiły „Strzelca Kresowego” do odwrotu. Kolejne natarcie spieszonej sowieckiej kawalerii wyrzuciło batalion z pozycji obronnych. Żołnierze polscy w wielkim nieładzie wycofywali się do Spiczyniec, ratując przy tym chorągiew pułkową, która nieomal wpadła w ręce Sowietów.

## Bilans walk
Pierwsze spotkanie na polu bitwy z 1 Armią Konną Siemiona Budionnego zakończyło się dla oddziałów polskich tragicznie. Piechota polska jedynie przez krótki czas potrafiła stawić opór szarżującym masom kawalerii. Klęska 50 pułku piechoty spowodowała powstanie szerokiego wyłomu w polskim froncie, przez który 6 Dywizja Kawalerii wtargnęła w głąb polskiej obrony.
Pod Nowym Żywotowem i Medówką Polacy stracili około 1200 poległych, rannych i jeńców. Sowieci zdobyli cztery działa i dwadzieścia ckm-ów.